# 矢部駅

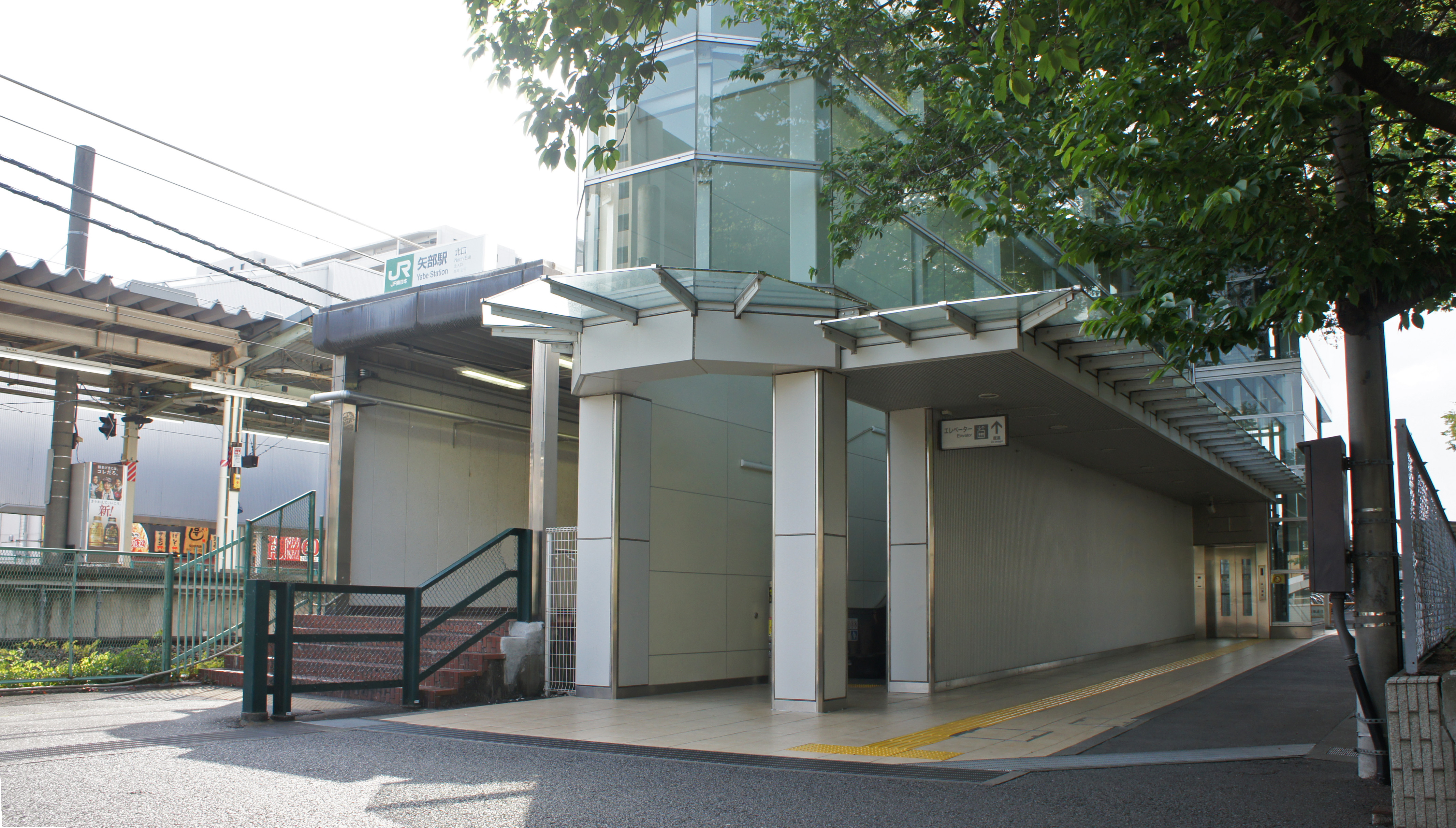
北口（2021年5月）

矢部駅（やべえき）は、神奈川県相模原市中央区矢部三丁目にある、東日本旅客鉄道（JR東日本）横浜線の駅である。駅番号はJH 26。
東神奈川駅発着系統と、横浜駅経由で根岸線に直通する列車が停車する。

## 歴史
- 1950年（昭和25年）9月1日：在日米軍相模総合補給廠への通勤便宜をはかるため、相模仮乗降場が開業[1]。
- 1957年（昭和32年）10月1日：駅に昇格、矢部駅が開業[1]。
- 1979年（昭和54年）10月：駅舎改築、橋上駅舎化。
- 1987年（昭和62年）4月1日：国鉄分割民営化に伴い、東日本旅客鉄道（JR東日本）の駅となる[1]。
- 1994年（平成6年）9月1日：自動改札機を設置し、供用開始[4]。
- 2001年（平成13年）11月18日：ICカード「Suica」の利用が可能となる。
- 2014年（平成26年）2月22日：みどりの窓口の営業を終了。
- 2023年（令和5年）3月15日：スマートホームドアの使用を開始。

## 駅構造
島式ホーム1面2線を有する地上駅。
橋上駅舎を有しており、駅の南側に南口、北側に北口が設けられている。駅舎内部には窓口、自動券売機、自動改札機、トイレ、新聞販売機などが設置されている。2008年4月からエレベーターとエスカレーターの供用を開始した。
開業当初は単線区間に1面1線の片面ホームを持つだけの構造で、線路の北側にホームと駅本屋があったが、1979年の複線化に際して橋上駅舎が設置されて現在のような構造の駅となった。
JR東日本ステーションサービスが駅管理を受託している橋本駅管理の業務委託駅。お客さまサポートコールシステムが導入されており、一部の時間帯は遠隔対応のため改札係員は不在となる。多機能券売機が設置されている。

### のりば
のりばは南口側を1番線として、下表の通り。
| 番線 | 路線   | 方向 | 行先                                   |
| ---- | ------ | ---- | -------------------------------------- |
| 1    | 横浜線 | 下り | 橋本・八王子方面                       |
| 2    | 横浜線 | 上り | 町田・新横浜・東神奈川・横浜・大船方面 |

（出典：JR東日本:駅構内図）
- 根岸線への直通は日中は横浜駅の一つ先にある桜木町駅までで、桜木町駅から先の磯子・大船方面への直通は朝夕のみである[7][8]。

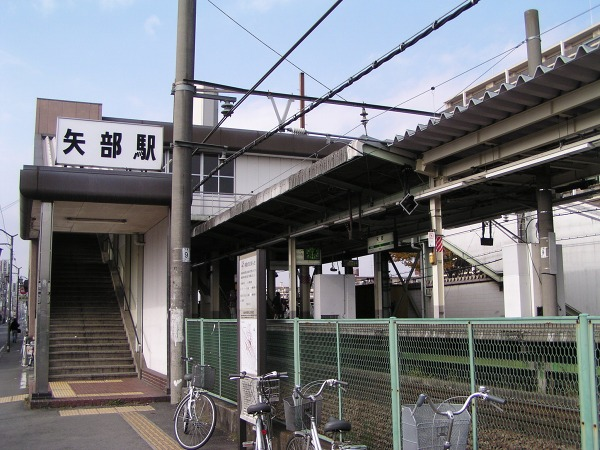
改装前の南口（2005年11月）
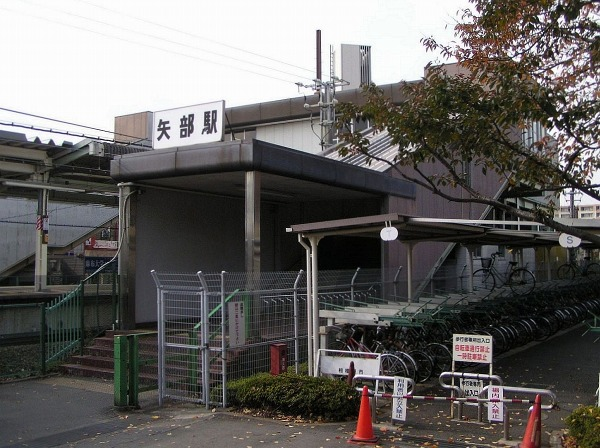
改装前の北口（2005年11月）
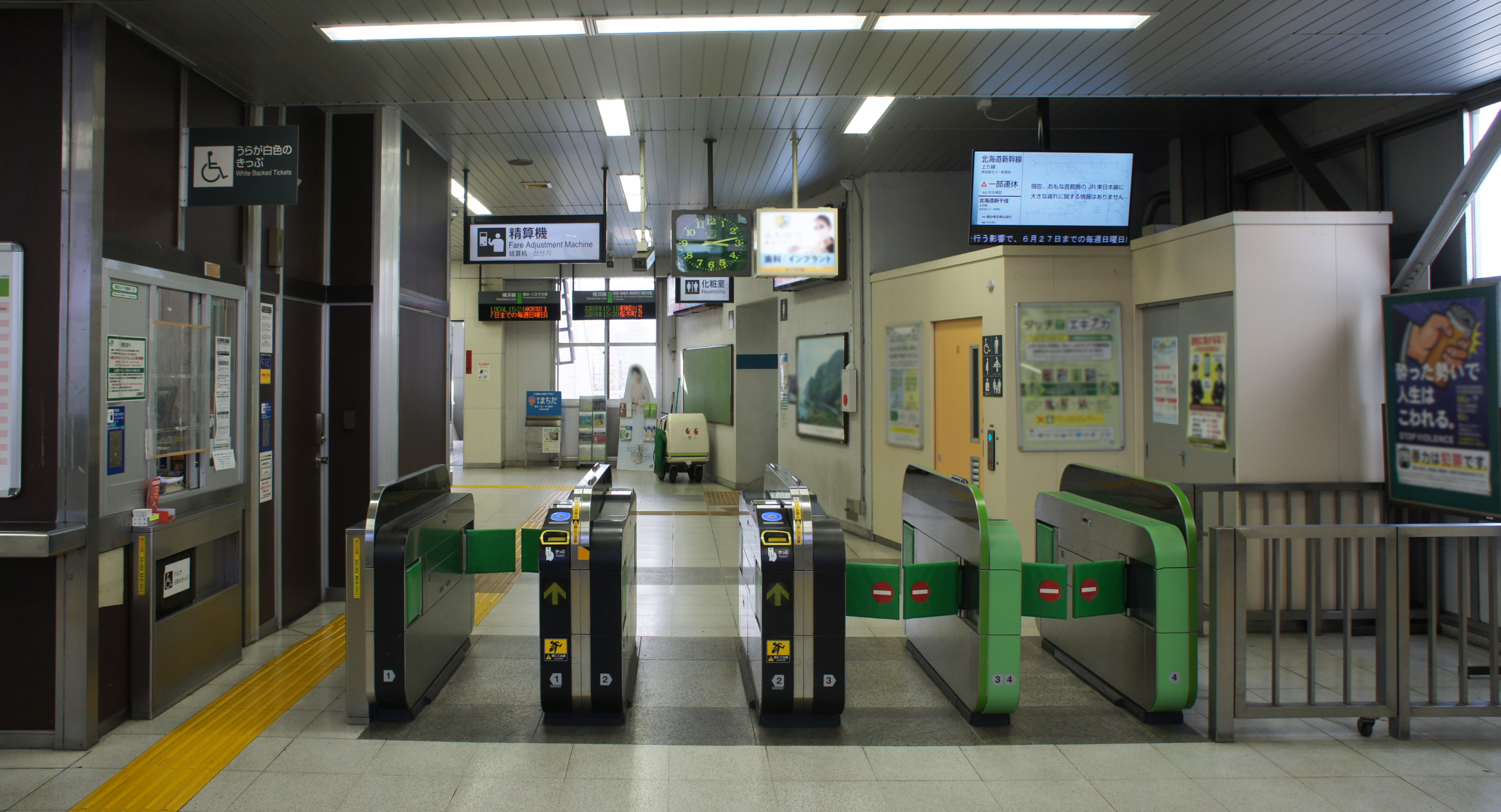
改札口（2021年5月）
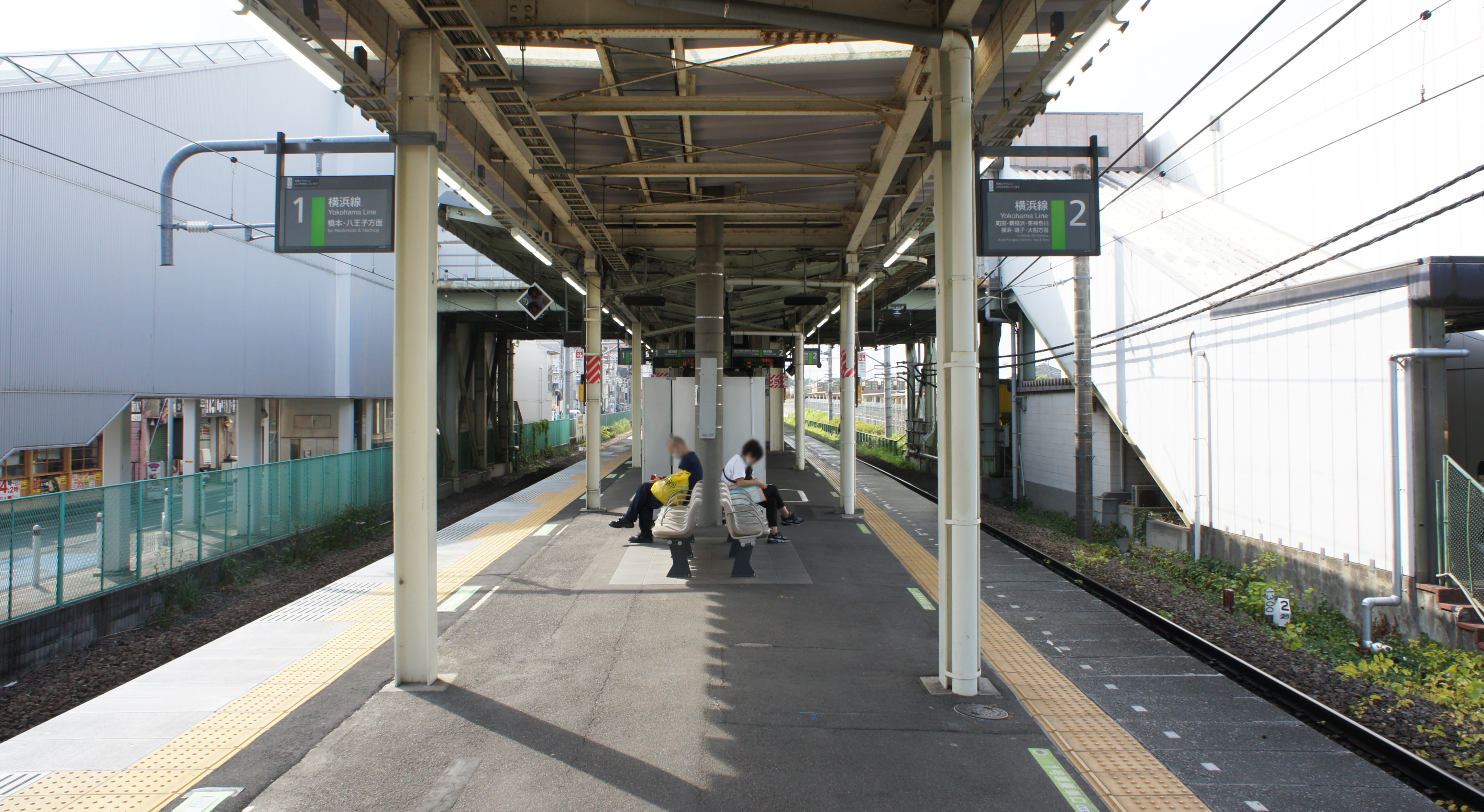
ホーム（2021年5月）

## 利用状況
2023年度（令和5年度）の1日平均乗車人員は11,506人である。
1975年度（昭和50年度）以降の1日平均乗車人員の推移は下表の通りである。
| 年度               | 1日平均 乗車人員 | 出典       |
| ------------------ | ---------------- | ---------- |
| 1975年（昭和50年） | 3,353            |            |
| 1980年（昭和55年） | 4,758            |            |
| 1985年（昭和60年） | 5,781            |            |
| 1989年（平成元年） | 8,487            |            |
| 1993年（平成05年） | 10,266           |            |
| 1995年（平成07年） | 10,336           | [ 統計 2 ] |
| 1998年（平成10年） | 10,192           |            |
| 1999年（平成11年） | 10,093           | [ * 1 ]    |
| 2000年（平成12年） | 10,096           | [ * 1 ]    |
| 2001年（平成13年） | 10,156           | [ * 2 ]    |
| 2002年（平成14年） | 10,265           | [ * 3 ]    |
| 2003年（平成15年） | 10,610           | [ * 4 ]    |
| 2004年（平成16年） | 10,735           | [ * 5 ]    |
| 2005年（平成17年） | 10,949           | [ * 6 ]    |
| 2006年（平成18年） | 10,978           | [ * 7 ]    |
| 2007年（平成19年） | 11,303           | [ * 8 ]    |
| 2008年（平成20年） | 11,324           | [ * 9 ]    |
| 2009年（平成21年） | 11,174           | [ * 10 ]   |
| 2010年（平成22年） | 11,178           | [ * 11 ]   |
| 2011年（平成23年） | 11,323           | [ * 12 ]   |
| 2012年（平成24年） | 11,480           | [ * 13 ]   |
| 2013年（平成25年） | 11,797           | [ * 14 ]   |
| 2014年（平成26年） | 11,890           | [ * 15 ]   |
| 2015年（平成27年） | 12,297           | [ * 16 ]   |
| 2016年（平成28年） | 12,505           | [ * 17 ]   |
| 2017年（平成29年） | 12,478           | [ * 18 ]   |
| 2018年（平成30年） | 12,395           |            |
| 2019年（令和元年） | 12,378           |            |
| 2020年（令和02年） | 9,209            |            |
| 2021年（令和03年） | 10,191           |            |
| 2022年（令和04年） | 11,093           |            |
| 2023年（令和05年） | 11,506           |            |

## 駅周辺

### 北口
- 麻布大学
- 麻布大学附属高等学校
- 在日米軍 相模総合補給廠
- 地域医療機能推進機構相模野病院
- 上矢部公園
- 相模原市コミュニティバス（ピンくる号）「矢部駅・相模野病院前」停留所
- 相模原市立青少年学習センター

### 南口
- 永田屋富士見斎場
- 住宅情報館 本社
- フードワン 矢部店
- 国道16号
- 相模原矢部郵便局
- 西武信用金庫矢部支店
- 村富神社
- カトリック相模原教会
- 日本基督教団相模原教会

## 付記
- 以前は、淵野辺駅から当駅の横を通り米陸軍相模補給廠まで通じる専用線があった。その名残で1990年代中頃まで北口側には専用鉄道の踏切や踏切の標識が撤去されずに残っていた。跡地は駐輪場になっている。
- 当駅は、相模原市内の横浜線の駅ではエスカレーター・エレベーター設置が最後に施工された。
- 隣の淵野辺駅との駅間距離は800mで、これは横浜線では最も短い。
- 矢部駅の淵野辺寄りに歩行者専用の踏切が存在していたが、地下道が開通して廃止になった。この関係で、上りの快速は当駅に限り、45km/h以下に減速して通過していたが、2023年2月のホームドア設置に伴って減速運転は廃止された。

## 隣の駅
東日本旅客鉄道（JR東日本）
 横浜線
■快速
通過
■各駅停車
淵野辺駅 (JH 25) - 矢部駅 (JH 26) - 相模原駅 (JH 27)

### 記事本文
1. 1 2 3 4  石野哲 編『停車場変遷大事典 国鉄・JR編』 II（初版）、JTB、1998年10月1日、78頁。ISBN 978-4-533-02980-6。
2. 1 2  事業エリアマップ - JR東日本ステーションサービス.2021年9月14日閲覧
3. 1 2 3  “駅の情報（矢部駅）：JR東日本”.   東日本旅客鉄道. 2023年11月17日時点のオリジナルよりアーカイブ。2023年11月18日閲覧。
4. ↑  「JR年表」『JR気動車客車編成表 '95年版』ジェー・アール・アール、1995年7月1日、186頁。ISBN 4-88283-116-3。
5. ↑  “No.274号 東日本ユニオンよこはま 駅業務執行体制の再構築等について提案を受ける” (PDF).   JR東日本労働組合横浜地方本部 (2018年3月23日). 2018年6月30日時点のオリジナルよりアーカイブ。2020年1月24日閲覧。
6. 1 2  “時刻表　矢部駅：JR東日本”. www.jreast-timetable.jp. 2019年3月7日閲覧。
7. ↑  “時刻表　矢部駅 横浜線：JR東日本”. www.jreast-timetable.jp. 2019年3月7日閲覧。
8. ↑  “時刻表　矢部駅 横浜線：JR東日本”. www.jreast-timetable.jp. 2019年3月7日閲覧。

### 利用状況
1. ↑  相模原市統計書 - 相模原市
2. ↑  線区別駅別乗車人員（1日平均）の推移 (PDF)  - 18ページ

JR東日本の2000年度以降の乗車人員
1. ↑  各駅の乗車人員（2000年度） - JR東日本
2. ↑  各駅の乗車人員（2001年度） - JR東日本
3. ↑  各駅の乗車人員（2002年度） - JR東日本
4. ↑  各駅の乗車人員（2003年度） - JR東日本
5. ↑  各駅の乗車人員（2004年度） - JR東日本
6. ↑  各駅の乗車人員（2005年度） - JR東日本
7. ↑  各駅の乗車人員（2006年度） - JR東日本
8. ↑  各駅の乗車人員（2007年度） - JR東日本
9. ↑  各駅の乗車人員（2008年度） - JR東日本
10. ↑  各駅の乗車人員（2009年度） - JR東日本
11. ↑  各駅の乗車人員（2010年度） - JR東日本
12. ↑  各駅の乗車人員（2011年度） - JR東日本
13. ↑  各駅の乗車人員（2012年度） - JR東日本
14. ↑  各駅の乗車人員（2013年度） - JR東日本
15. ↑  各駅の乗車人員（2014年度） - JR東日本
16. ↑  各駅の乗車人員（2015年度） - JR東日本
17. ↑  各駅の乗車人員（2016年度） - JR東日本
18. ↑  各駅の乗車人員（2017年度） - JR東日本
19. ↑  各駅の乗車人員（2018年度） - JR東日本
20. ↑  各駅の乗車人員（2019年度） - JR東日本
21. ↑  各駅の乗車人員（2020年度） - JR東日本
22. ↑  各駅の乗車人員（2021年度） - JR東日本
23. ↑  各駅の乗車人員（2022年度） - JR東日本
24. ↑  各駅の乗車人員（2023年度） - JR東日本

神奈川県県勢要覧
1. 1 2  神奈川県県勢要覧（平成13年度） (PDF)  - 223ページ
2. ↑  神奈川県県勢要覧（平成14年度） (PDF)  - 221ページ
3. ↑  神奈川県県勢要覧（平成15年度） (PDF)  - 221ページ
4. ↑  神奈川県県勢要覧（平成16年度） (PDF)  - 221ページ
5. ↑  神奈川県県勢要覧（平成17年度） (PDF)  - 223ページ
6. ↑  神奈川県県勢要覧（平成18年度） (PDF)  - 223ページ
7. ↑  神奈川県県勢要覧（平成19年度） (PDF)  - 225ページ
8. ↑  神奈川県県勢要覧（平成20年度） (PDF)  - 229ページ
9. ↑  神奈川県県勢要覧（平成21年度） (PDF)  - 239ページ
10. ↑  神奈川県県勢要覧（平成22年度） (PDF)  - 237ページ
11. ↑  神奈川県県勢要覧（平成23年度） (PDF)  - 237ページ
12. ↑  神奈川県県勢要覧（平成24年度） (PDF)  - 233ページ
13. ↑  神奈川県県勢要覧（平成25年度） (PDF)  - 235ページ
14. ↑  神奈川県県勢要覧（平成26年度） (PDF)  - 237ページ
15. ↑  神奈川県県勢要覧（平成27年度） (PDF)  - 237ページ
16. ↑  神奈川県県勢要覧（平成28年度） (PDF)  - 245ページ
17. ↑  神奈川県県勢要覧（平成29年度） (PDF)  - 237ページ
18. ↑  神奈川県県勢要覧（平成30年度） (PDF)  - 221ページ